# 2024년 2월
| 2024년: 1월 · 2월 · 3월 · 4월 · 5월 · 6월 · 7월 · 8월 · 9월 · 10월 · 11월 · 12월 |

| \| 2024년 2월 1일 (목요일) \| \| 편집 \| |  |      |
|                                          |  |      |
| 2024년 2월 1일 (목요일)                  |  | 편집 |

| 2024년 2월 1일 (목요일) |  | 편집 |

| \| 2024년 2월 2일 (금요일) \| \| 편집 \| |  |      |
|                                          |  |      |
| 2024년 2월 2일 (금요일)                  |  | 편집 |

| 2024년 2월 2일 (금요일) |  | 편집 |

| \| 2024년 2월 3일 (토요일) \| \| 편집 \| |  |      |
|                                          |  |      |
| 2024년 2월 3일 (토요일)                  |  | 편집 |

| 2024년 2월 3일 (토요일) |  | 편집 |

| \| 2024년 2월 4일 (일요일) \| \| 편집 \|                                                                               |  |      |
| 정치와 선거 - 나미비아의 대통령 하게 게인고브가 사망하였다. - 나이브 부켈레 대통령이 엘살바도르의 대통령에 재선되었다. |  |      |
| 2024년 2월 4일 (일요일)                                                                                                |  | 편집 |

| 2024년 2월 4일 (일요일) |  | 편집 |

| \| 2024년 2월 5일 (월요일) \| \| 편집 \| |  |      |
|                                          |  |      |
| 2024년 2월 5일 (월요일)                  |  | 편집 |

| 2024년 2월 5일 (월요일) |  | 편집 |

| \| 2024년 2월 6일 (화요일) \| \| 편집 \| |  |      |
|                                          |  |      |
| 2024년 2월 6일 (화요일)                  |  | 편집 |

| 2024년 2월 6일 (화요일) |  | 편집 |

| \| 2024년 2월 7일 (수요일) \| \| 편집 \| |  |      |
|                                          |  |      |
| 2024년 2월 7일 (수요일)                  |  | 편집 |

| 2024년 2월 7일 (수요일) |  | 편집 |

| \| 2024년 2월 8일 (목요일) \| \| 편집 \| |  |      |
|                                          |  |      |
| 2024년 2월 8일 (목요일)                  |  | 편집 |

| 2024년 2월 8일 (목요일) |  | 편집 |

| \| 2024년 2월 9일 (금요일) \| \| 편집 \| |  |      |
|                                          |  |      |
| 2024년 2월 9일 (금요일)                  |  | 편집 |

| 2024년 2월 9일 (금요일) |  | 편집 |

| \| 2024년 2월 10일 (토요일) \| \| 편집 \| |  |      |
|                                           |  |      |
| 2024년 2월 10일 (토요일)                  |  | 편집 |

| 2024년 2월 10일 (토요일) |  | 편집 |

| \| 2024년 2월 11일 (일요일) \| \| 편집 \| |  |      |
|                                           |  |      |
| 2024년 2월 11일 (일요일)                  |  | 편집 |

| 2024년 2월 11일 (일요일) |  | 편집 |

| \| 2024년 2월 12일 (월요일) \| \| 편집 \| |  |      |
|                                           |  |      |
| 2024년 2월 12일 (월요일)                  |  | 편집 |

| 2024년 2월 12일 (월요일) |  | 편집 |

| \| 2024년 2월 13일 (화요일) \| \| 편집 \| |  |      |
|                                           |  |      |
| 2024년 2월 13일 (화요일)                  |  | 편집 |

| 2024년 2월 13일 (화요일) |  | 편집 |

| \| 2024년 2월 14일 (수요일) \| \| 편집 \| |  |      |
| 국제 관계 - 대한민국이 쿠바와의 외교 관계를 수립했다. 정치와 선거 - 인도네시아에서 대통령과 부통령, 국민협의회 의원 등을 선출하기 위한 총선거가 실시되었다. 빠른 개표(표본 조사) 발표 따르면, 프라보워 수비안토 후보자의 대통령 당선이 유력한 것으로 알려졌다. 수비안토 후보의 러닝메이트(부통령 후보자)는 기브란 라카부밍 라카(Gibran Rakabuming Raka) 수라카르타 시장으로, 조코 위도도 대통령의 아들이다. 정식 개표 결과는 늦어도 3월 20일까지 발표될 예정이며, 당선자는 오는 2024년 10월 대통령에 취임하게 된다. |  |      |
| 2024년 2월 14일 (수요일) |  | 편집 |

| 2024년 2월 14일 (수요일) |  | 편집 |

| \| 2024년 2월 15일 (목요일) \| \| 편집 \| |  |      |
|                                           |  |      |
| 2024년 2월 15일 (목요일)                  |  | 편집 |

| 2024년 2월 15일 (목요일) |  | 편집 |

| \| 2024년 2월 16일 (금요일) \| \| 편집 \| |  |      |
| 스포츠 - 위르겐 클린스만 대한민국 축구 국가대표팀 감독이 부임 1년만에 경질되었다. 정치와 선거 - 알렉세이 나발니의 죽음: 러시아의 정치인, 변호사인 알렉세이 나발니가 사망하였다. |  |      |
| 2024년 2월 16일 (금요일) |  | 편집 |

| 2024년 2월 16일 (금요일) |  | 편집 |

| \| 2024년 2월 17일 (토요일) \| \| 편집 \| |  |      |
|                                           |  |      |
| 2024년 2월 17일 (토요일)                  |  | 편집 |

| 2024년 2월 17일 (토요일) |  | 편집 |

| \| 2024년 2월 18일 (일요일) \| \| 편집 \|                                             |  |      |
| 사건 - 2024년 대한민국 의료대란: 전국 23개 병원에서 전공의 715명이 사직서를 제출했다. |  |      |
| 2024년 2월 18일 (일요일)                                                              |  | 편집 |

| 2024년 2월 18일 (일요일) |  | 편집 |

| \| 2024년 2월 19일 (월요일) \| \| 편집 \| |  |      |
|                                           |  |      |
| 2024년 2월 19일 (월요일)                  |  | 편집 |

| 2024년 2월 19일 (월요일) |  | 편집 |

| \| 2024년 2월 20일 (화요일) \| \| 편집 \| |  |      |
| 문화와 예술 - 대한민국의 가수 방실이가 사망하였다. 보건과 환경 - 2024년 대한민국 의료대란: 의과대학 정원 확대에 반발하는 전공의들의 집단 사직으로 '의료 대란'이 현실화 되었다. |  |      |
| 2024년 2월 20일 (화요일) |  | 편집 |

| 2024년 2월 20일 (화요일) |  | 편집 |

| \| 2024년 2월 21일 (수요일) \| \| 편집 \| |  |      |
|                                           |  |      |
| 2024년 2월 21일 (수요일)                  |  | 편집 |

| 2024년 2월 21일 (수요일) |  | 편집 |

| \| 2024년 2월 22일 (목요일) \| \| 편집 \|                                                      |  |      |
| 보건과 환경 - 2024년 대한민국 의료대란: 대한민국 정부는 보건의료위기 경보를 ‘심각’으로 올렸다. |  |      |
| 2024년 2월 22일 (목요일)                                                                       |  | 편집 |

| 2024년 2월 22일 (목요일) |  | 편집 |

| \| 2024년 2월 23일 (금요일) \| \| 편집 \|                                |  |      |
| 문화와 예술 - 대한민국의 작곡가, 음악프로듀서 신사동호랭이가 사망하였다. |  |      |
| 2024년 2월 23일 (금요일)                                                 |  | 편집 |

| 2024년 2월 23일 (금요일) |  | 편집 |

| \| 2024년 2월 24일 (토요일) \| \| 편집 \| |  |      |
|                                           |  |      |
| 2024년 2월 24일 (토요일)                  |  | 편집 |

| 2024년 2월 24일 (토요일) |  | 편집 |

| \| 2024년 2월 25일 (일요일) \| \| 편집 \| |  |      |
| 문화와 예술 - 제74회 베를린 국제 영화제에서 《다호메이》가 황금곰상을 수상하였다. 스포츠 - 리그 오브 레전드 공식 경기 도중 디도스 공격을 받아 8차례에 걸쳐 게임이 중단되었다. |  |      |
| 2024년 2월 25일 (일요일) |  | 편집 |

| 2024년 2월 25일 (일요일) |  | 편집 |

| \| 2024년 2월 26일 (월요일) \| \| 편집 \| |  |      |
|                                           |  |      |
| 2024년 2월 26일 (월요일)                  |  | 편집 |

| 2024년 2월 26일 (월요일) |  | 편집 |

| \| 2024년 2월 27일 (화요일) \| \| 편집 \| |  |      |
|                                           |  |      |
| 2024년 2월 27일 (화요일)                  |  | 편집 |

| 2024년 2월 27일 (화요일) |  | 편집 |

| \| 2024년 2월 28일 (수요일) \| \| 편집 \| |  |      |
|                                           |  |      |
| 2024년 2월 28일 (수요일)                  |  | 편집 |

| 2024년 2월 28일 (수요일) |  | 편집 |

| \| 2024년 2월 29일 (목요일) \| \| 편집 \| |  |      |
| 정치와 선거 - 대한민국 국회에서 제22대 총선 선거구 획정안을 담은 공직선거법 일부개정법률안이 통과되었다.(재적 297, 재석 259, 찬성 190, 반대 34, 기권 35) |  |      |
| 2024년 2월 29일 (목요일) |  | 편집 |

| 2024년 2월 29일 (목요일) |  | 편집 |

| <          | 2024년 2월 | 2024년 2월 | 2024년 2월 | 2024년 2월   | 2024년 2월 | >           |
| 일         | 월         | 화         | 수         | 목           | 금         | 토          |
|            |            |            |            | 1 12.22 을미 | 2 23 병신  | 3 24 정유   |
| 4 25 무술  | 5 26 기해  | 6 27 경자  | 7 28 신축  | 8 29 임인    | 9 30 계묘  | 10 1.1 갑진 |
| 11 2 을사  | 12 3 병오  | 13 4 정미  | 14 5 무신  | 15 6 기유    | 16 7 경술  | 17 8 신해   |
| 18 9 임자  | 19 10 계축 | 20 11 갑인 | 21 12 을묘 | 22 13 병진   | 23 14 정사 | 24 15 무오  |
| 25 16 기미 | 26 17 경신 | 27 18 신유 | 28 19 임술 | 29 20 계해   |            |             |

| - 2024년 - 1월 - 2월 - 3월 편집하기 |